# Kościół Niepokalanego Serca Najświętszej Maryi Panny w Pomieniu
Kościół Niepokalanego Serca Najświętszej Maryi Panny w Pomieniu – katolicki kościół filialny zlokalizowany we wsi Pomień w gminie Recz, w powiecie choszczeńskim (województwo zachodniopomorskie). Należy do parafii Chrystusa Króla w Reczu.

## Historia i architektura
Późnogotycki, orientowany kościół wzniesiony został w XV wieku. Sytuowaną na planie prostokąta świątynię wymurowano z głazów granitowych. W XVII wieku, w czasie wojny trzydziestoletniej, kościół został niemal całkowicie zniszczony po podpaleniu wsi przez Szwedów. Odbudowano go w 1696 roku. Po II wojnie światowej kościół został poświęcony jako świątynia katolicka w dniu 15 sierpnia 1946 roku.
Nawa nakryta jest dachem dwuspadowym. Od strony zachodniej do kościoła przylega masywna, czworoboczna wieża. Szczyt wschodni i elewacja wieży ozdobione są blendami. Okna, przemurowane w XVII wieku, zamknięte są półokrągłymi łukami. Od strony południowej do nawy dostawiona jest przybudówka, w której mieści się zakrystia.
Wnętrze kościoła nakrywa drewniany, belkowany strop. Prezbiterium zamyka prosta ściana. Wewnątrz kościoła zachowała się płyta nagrobna Anny Luizy Diliany Puttkamer z 1796 roku.